# Convent de les Germanes del Sagrat Cor
|  | Per a altres significats, vegeu «antic convent de les Germanes del Sagrat Cor». |

El Convent de les Germanes del Sagrat Cor és una obra del municipi de Tortosa (Baix Ebre) inclosa en l'Inventari del Patrimoni Arquitectònic de Catalunya. És l'antiga església dels Dolors i en l'actualitat es poden veure les seves restes condicionades com una plaça pública.
Es tractava d'un edifici entre mitgeres amb façana endarrerida respecte al nivell de les de la resta del carrer, pel que aquest té un eixamplament a la seva alçada. L'interior de l'edifici estava en runes. Havien desaparegut les cobertes i parts dels murs superiors, així com dels sostres de separació de pisos. A la façana li mancava part del perfil superior i es trobava molt deteriorada en la resta de superfície. Al Carrer Montcada s'obrien tres portes, dues tapiades. La de l'extrem dret, d'arc allindanat, era l'accés al campanar, petit i en forma d'espadanya. La central, més gran i d'arc escarser de pedra, corresponia a l'església, i conserva encara a la dovella central un relleu representant el Sagrat Cor. La de l'extrem esquerre possiblement donava accés a les estances del convent, obertes al carrer mitjançant tres finestres, corresponents als tres pisos.
La façana era de tipus barroc, amagant l'estructura interior. Sobre la porta s'obria un ull de bou circular i presentava tres finestres a cada extrem. El remat superior era mixtilini, perfilat per una cornisa ornamental de teules. La façana va ser enderrocada l'any 1999 amb la finalitat de convertir aquesta església en una plaça entre el carrer del Vall i el carrer Montcada.